# Patrick Hager
Patrick Hager (* 8. September 1988 in Stuttgart) ist ein deutscher Eishockeyspieler, der seit Mai 2017 beim EHC Red Bull München aus der Deutschen Eishockey Liga (DEL) unter Vertrag steht und dort auf der Position des Centers spielt. Zuvor war Hager bereits für die Krefeld Pinguine, den ERC Ingolstadt und die Kölner Haie in der DEL aktiv. Insgesamt gewann er drei Deutsche Meistertitel, davon zwei mit München und einen mit Ingolstadt.

## Karriere

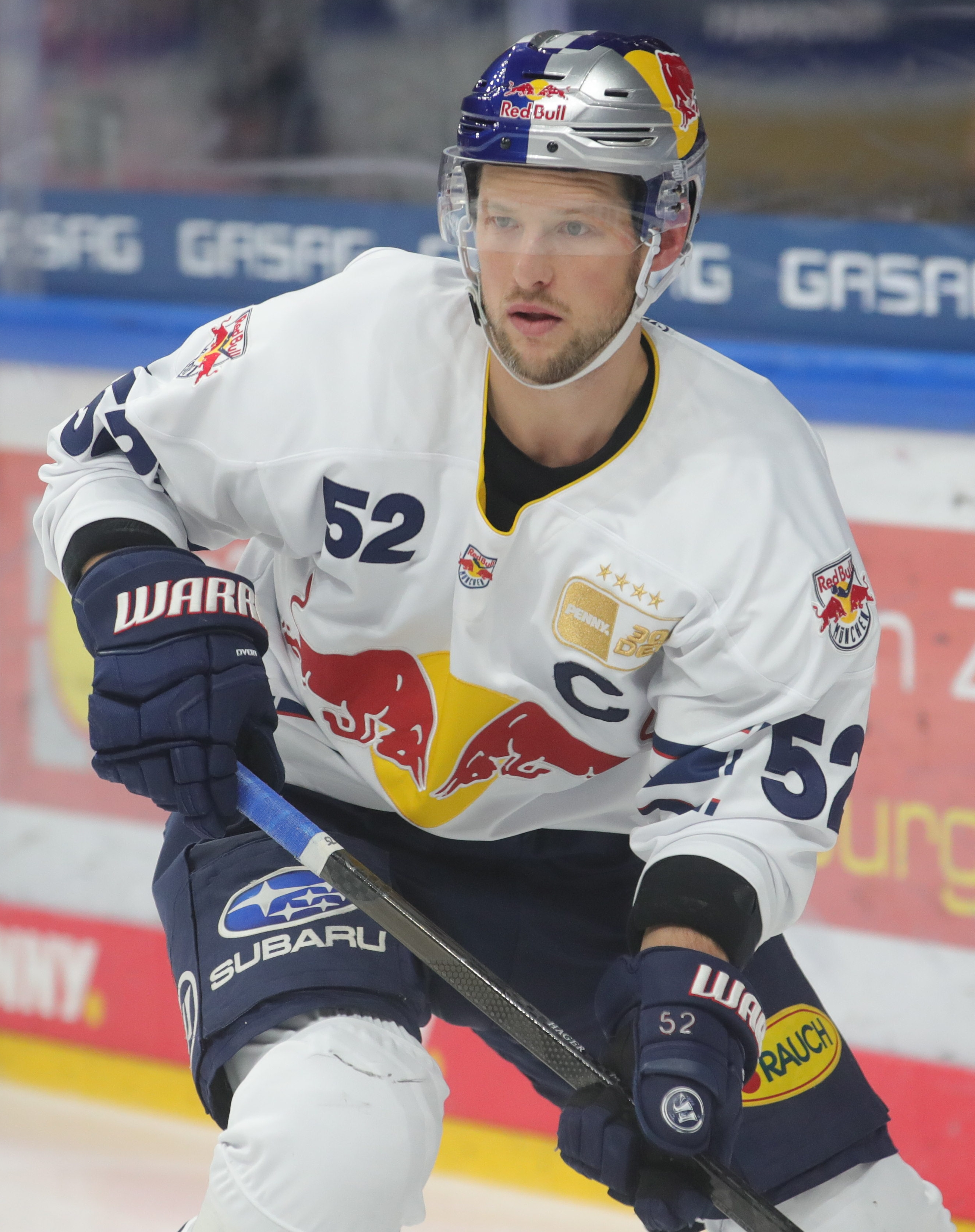
Hager im Trikot des EHC Red Bull München (2023)

Hager begann seine Karriere 2003 in der Deutschen Nachwuchsliga bei den Starbulls Rosenheim, für deren Seniorenmannschaft er zudem in der Saison 2005/06 erste Spiele in der Oberliga absolvierte. 2006 unterschrieb der Linksschütze einen Vertrag bei den Krefeld Pinguinen aus der Deutschen Eishockey Liga (DEL), die ihn zunächst mit einer Förderlizenz weiterhin in Rosenheim einsetzten. Seit der Saison 2007/08 gehörte Hager zum Kader der Pinguine in der DEL.
Nach fünf Jahren bei den Krefeld Pinguinen, lief er ab der Saison 2012/13 für den ERC Ingolstadt auf, mit dem der Mittelstürmer in der Saison 2013/14 den Deutschen Meistertitel sowie in der Saison 2014/15 den Vizemeistertitel gewann. Im November 2014 unterzeichnete er einen Dreijahresvertrag bei den Kölner Haien, der ab der Saison 2015/2016 galt. Er folgte damit seinem ehemaligen Ingolstädter Meistertrainer Niklas Sundblad an den Rhein. Nachdem Hager während der DEL-Playoffs 2017 von den Haien suspendiert worden war, wechselte er zum amtierenden Meister EHC Red Bull München, mit dem er 2018 seine zweite Meisterschaft erringen konnte. Es folgten in den Jahren 2019 und 2022 jeweils die Vizemeisterschaft nach Niederlagen in der Finalserie. Am 12. Januar 2023 erzielte er sein 200. Tor in der DEL und wurde drei Monate später zum dritten Mal in seiner Karriere Deutscher Meister.

### International
Im Juniorenbereich nahm Hager an der U18-Junioren-Weltmeisterschaft 2006 in der Top-Division und an der U20-Junioren-Weltmeisterschaft 2008, als er drittbester Scorer hinter seinem Landsmann Frank Mauer und dem Österreicher Michael Raffl sowie gemeinsam mit Raffl und Arturs Kruminsch zweitbester Torschütze hinter Mauer wurde, in der Division I teil.
Seit 2008 gehört Hager zum erweiterten Kreis der deutschen Nationalmannschaft. Mittlerweile bestritt er deutlich über 100 Länderspiele und nahm an den Weltmeisterschaften 2009, 2010, 2013, 2015, 2016, 2017, 2018, 2019 und 2025 teil. In den Jahren 2010, 2014, 2015 und 2021 gewann er mit der DEB-Auswahl den Deutschland Cup. Bei diesem Turnier spielte er auch in den Jahren 2008, 2011, 2013, 2017 und 2025. Zudem stand Hager im Aufgebot bei der erfolgreichen Qualifikation für die Olympischen Winterspiele 2018 im südkoreanischen Pyeongchang. Im Rahmen des olympischen Eishockeyturniers 2018 gewann er mit der DEB-Olympiaauswahl die Silbermedaille. Der Stürmer war mit sieben Punkten bester Scorer des deutschen Teams. Eine weitere Olympiateilnahme erfolgte im Rahmen der Olympischen Winterspiele 2022 in Peking.

## DEL-Rekorde
Hager absolvierte bislang 987 DEL-Spiele und sammelte hierbei 576 Scorerpunkte (224 Tore). In den DEL-Playoffs spielte er 150 Mal und erreichte 92 Scorerpunkte (41 Tore). Damit ist er vor Patrick Reimer (91 Punkte) der erfolgreichste Scorer der Playoff-Geschichte sowie drittbester Torschütze hinter Reimer (45 Tore) und André Rankel (42 Tore) (Alle Angaben Stand 28. März 2025).

## Erfolge und Auszeichnungen
| - 2014 Deutscher Meister mit dem ERC Ingolstadt - 2015 Deutscher Vizemeister mit dem ERC Ingolstadt - 2018 Deutscher Meister mit dem EHC Red Bull München | - 2019 Deutscher Vizemeister mit dem EHC Red Bull München - 2022 Deutscher Vizemeister mit dem EHC Red Bull München - 2023 Deutscher Meister mit dem EHC Red Bull München |

### International
- 2008 Aufstieg in die Top-Division bei der U20-Weltmeisterschaft der Division I, Gruppe A
- 2018 Silbermedaille bei den Olympischen Winterspielen

## Karrierestatistik
Stand: Ende der Saison 2024/25

### International
Vertrat Deutschland bei:
| - World U-17 Hockey Challenge 2005 - U18-Junioren-Weltmeisterschaft 2006 - U20-Junioren-Weltmeisterschaft der Division I 2008 - Weltmeisterschaft 2009 - Weltmeisterschaft 2010 - Weltmeisterschaft 2013 - Weltmeisterschaft 2015 - Weltmeisterschaft 2016 | - Qualifikationsturnier für die Olympischen Winterspiele 2018 - Weltmeisterschaft 2017 - Olympischen Winterspielen 2018 - Weltmeisterschaft 2018 - Weltmeisterschaft 2019 - Olympischen Winterspielen 2022 - Weltmeisterschaft 2025 |

(Legende zur Spielerstatistik: Sp oder GP = absolvierte Spiele; T oder G = erzielte Tore; V oder A = erzielte Assists; Pkt oder Pts = erzielte Scorerpunkte; SM oder PIM = erhaltene Strafminuten; +/− = Plus/Minus-Bilanz; PP = erzielte Überzahltore; SH = erzielte Unterzahltore; GW = erzielte Siegtore; 1 Play-downs/Relegation; Kursiv: Statistik nicht vollständig)